# Marc de Reuver
Marc de Reuver (Amstelveen, 21 februari 1983) is een voormalig Nederlands motorrijder, die al op 6-jarige leeftijd zijn eerste Nederlands kampioenschap in de wacht sleepte bij de jeugd, op een crossmotor, een PW 50.
In 1999 maakte hij met succes de overstap naar het Wereldkampioenschap motorcross in de 125cc-klasse. In 2001 werd hij voor het eerst Nederlands kampioen in de 125cc-klasse, hetgeen hij in 2002 herhaalde. In 2003 won hij zijn eerste Grand Prix in Duitsland, rijdend voor het fabrieksteam van KTM. Door een ongelukkige val tijdens de Open Nederlands Kampioenschap in Oss waarbij zijn heup uit de kom raakte, kon hij dat seizoen niet afmaken.
In 2004 ging het weer mis en in Teutschenthal brak hij zijn nek. Ook hier herstelde hij van, maar noodlot en (mechanische) pech bleven hem nog lange tijd achtervolgen. Tijdens een val in Veldhoven liep hij zwaar hersenletsel op, waar hij boven verwachting snel van herstelde.
In juli 2005 maakte hij een goede comeback op de GP van Nismes.
Op 12 november 2006 won Marc de Reuver in Scheveningen de Red Bull Knock Out strandrace. Deze race met 500 deelnemers leverde hem het bedrag van 15.000 euro op. Hij won voor de Belg Steve Ramon en de Fransman Timotei Potisek.
Dit was zijn eerste wedstrijd voor zijn nieuwe werkgever en nieuwe sponsoren, het Yamaha-fabrieksteam van Michele Rinaldi.
Voor dit team kwam De Reuver samen met Joshua Coppins uit in het MX1-kampioenschap van 2007 als opvolger van Stefan Everts. In 2007 kende hij een moeilijk seizoen en kwam in het wereldkampioenschap MX1 niet verder dan een 14de plaats, dit kwam onder andere door problemen met zijn rug. Hij had last van een hernia waar hij aan het eind van 2007 aan geopereerd is. In 2008 en 2009 had hij een contract bij het Martin Honda team, voor wie hij het volledig wereldkampioenschap MX1 en het volledig Open Nederlands Kampioenschap MX1 reed. Hij heeft in 2008 de GP's in het Italiaanse Mantova en in het Nederlandse Lierop weten te winnen. Hij greep echter in Lommel net naast de GP winst door een valpartij in het tweede deel van de wedstrijd.
Op 6 mei 2009 raakte de Reuver geblesseerd tijdens een training, hij brak drie rugwervels en zijn heup schoot uit de kom. Op 16 augustus 2009 maakte hij zijn rentree.
In 2010 rijdt De Reuver voor het Beursfoon Suzuki-team als enige Nederlander in de MX1-klasse. De Reuver won in 2010 het Open Nederlands Kampioenschap in de MX1-klasse.
In 2011 rijdt De Reuver voor het Yamaha-team van Adri van Beers en komt hij uit in de MX1-klasse.
In 2014 en 2015 rijdt De Reuver voor het BT Motorsport team uit Best op Honda. De Reuver werd in 2014 voor de tweede keer Open Nederlands Kampioen in de MX1-klasse.
In april 2016 kwam zijn topsportloopbaan ten einde en ging hij aan de slag als motorsporttrainer. Hij is tevens co-commentator voor de MXGP bij Eurosport.
In november 2021 verscheen er een biografie over Marc de Reuver, genaamd OPEN, waarin De Reuver veel vertelde over zijn carrière en moeizame leven naast de baan. Het boek werd geschreven door sportjournalist Tim Gerth. Na de introductie van de Nederlandse editie, werd het boek ook vertaald naar het Engels voor de internationale markt.

## Palmares
| 1          | 04-05-2003 | Duitsland           | Teutschenthal |
| MX2-klasse |            |                     |               |
| 2          | 04-06-2006 | Bulgarije           | Sevlievo      |
| MX1-klasse |            |                     |               |
| 3          | 18-05-2008 | Italië              | Mantova       |
| 4          | 07-09-2008 | Benelux (Nederland) | Lierop        |